# Pedro Figari
Pour les articles homonymes, voir Figari (homonymie).
Pedro Figari (1861-1938) né à Montevideo est un peintre, écrivain et politicien uruguayen. Bien qu´il n´ait commencé à peindre qu'assez tardivement, il est avant tout connu pour ses peintures modernistes. Ses sujets privilégiés sont tirés de son enfance et de son quotidien.
Figari peint avant tout à partir de souvenirs, ce qui confère à ses œuvres une touche très personnelle.

## Biographie
Il a passé la grande partie de son enfance dans une ferme ; son voisinage semi-rural lui permet de prendre contact avec les aspects de la société qui deviendront par la suite les sujets de sa peinture. 
Il abandonna très jeune son métier d’artiste pour se consacrer au barreau et à la politique. Il avait la soixantaine lorsqu’il revint à sa vocation première et s’installa à Buenos Aires. Il fit un séjour à Paris (presque 10 ans, dès 1925) et revint avec environ 2000 œuvres peintes sur carton. Il peignit des scènes de plein air (campagne), des scènes de vie quotidiennes, avec une représentation fréquentes d´Ombúes de Lavalle, et de la vie urbaine, animée par de nombreux personnages, des chevaux, et des chiens. Le dessin est assez naïf, la pâte est opaque mais la touche délicate, avec une grande sensibilité à la couleur. Ses influences probables furent les nabis, en particulier Bonnard et Vuillard. Inclassable, il est l’un des fondateurs de la peinture moderne en Amérique Latine.

## Galerie
Certaines de ses œuvres sont conservées au Museo Nacional de Artes Visuales.

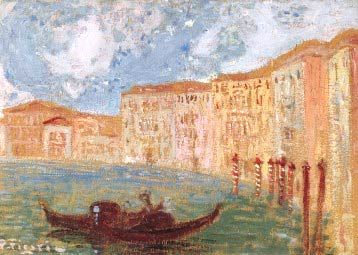
Venecia (Venise)
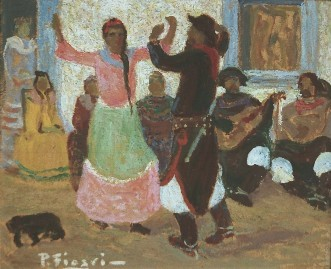
Bailecito
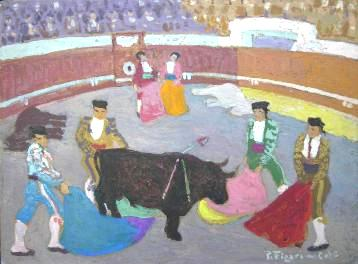
La Muerte (La mort)
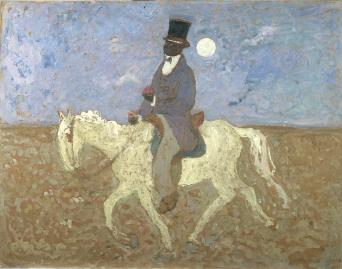
Flores silvestres (Fleurs sauvages)
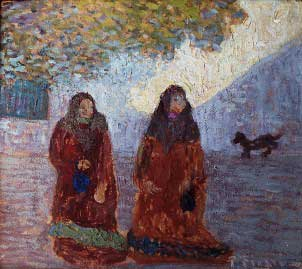
Mirá, Genoveva (Regarde, Genoveva)
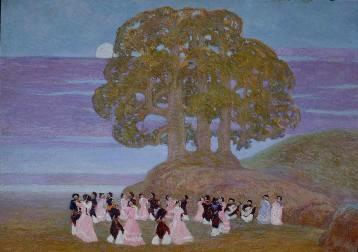
Pericón (Danse créole)
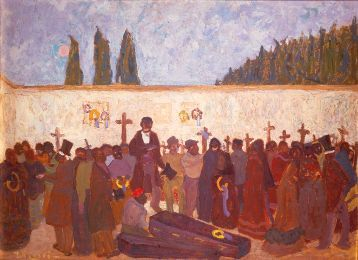
El homenaje (L´hommage)
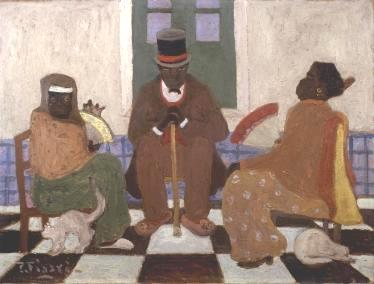
Visita pesada (Visite pesante)
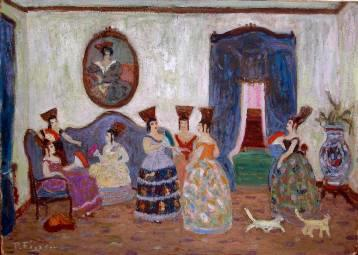
Las siete hermanas (les sept sœurs)
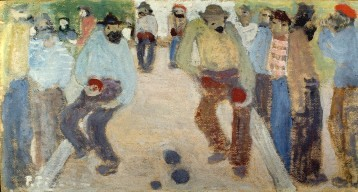
Mientras la bocha rueda  (Pendant que la balle roule)
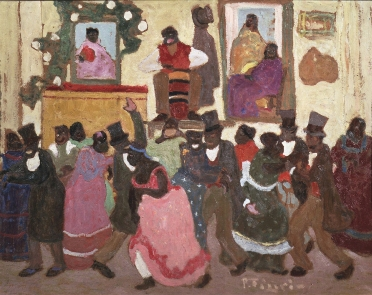
Candombe
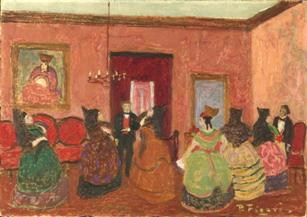
Un pedido a Rosas (Une requête pour Rosas)
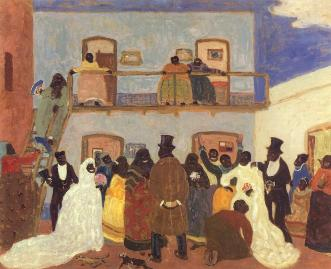
Doble boda (Double mariage)
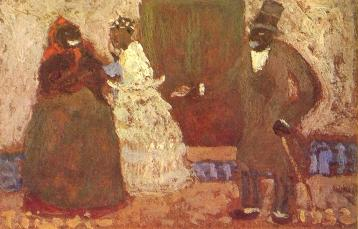
Galantería (Galanterie)
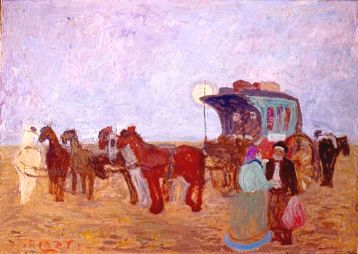
Recogiendo un pasajero (Collecte des passagers)